# 甡甡公園
甡甡公園位於桃園市楊梅區甡甡路625號，由於楊梅西部都市地區人口日益增加，休憩環境空間增加，因此楊梅區公所提供民眾及附近社區居民散步、遊憩的空間。
此公園為楊梅第一座寵物公園，設有籃球場、體健設施、遊樂設施、座椅。